# Constantin Brâncoveanu (okręg Călărași)
Constantin Brâncoveanu – wieś w Rumunii, w okręgu Călărași, w gminie Dragalina. W 2011 roku liczyła 1054 mieszkańców.